# Sabna
Sabna (arab. سبنة) – wieś w Syrii, w muhafazie Damaszek. W 2004 roku liczyła 94 mieszkańców.